# Plaga de la filoxera en Málaga

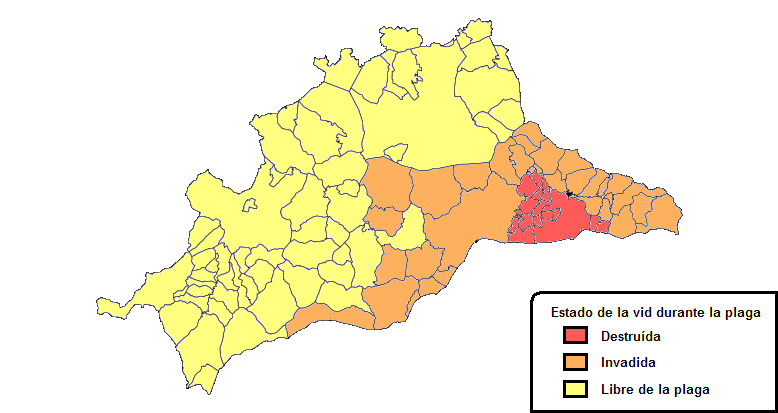
Expansión de la filoxera en la provincia de Málaga.

La filoxera o Dactylosphaera vitifoliae, es un insecto parásito de la vid que causó estragos en los viñedos de medio mundo.
En 1877 esta plaga llegó a los campos malagueños, y causó importantes daños a unos de los pilares de la economía de la zona, el sector vitivinícola, que ya por aquel entonces, había alcanzado fama mundial, debido a que casi cien años antes, estos vinos, llegaron a la realeza rusa, tras el obsequio de una caja de vino málaga a la emperatriz Catalina II de Rusia por parte del embajador español en Moscú. La emperatriz quedó tan encantada, que eximió de impuestos a todos los vinos que llegaran a Rusia desde Málaga. Esta plaga arrasó los viñedos de la provincia malagueña, sobre todo los de la comarca de la Axarquía, arrasando su producción de uva moscatel original.
Para recuperar la producción de vino hubo que valerse de una variedad de cepa americana (vitis labrusca), mediante portainjertos de las vides europeas sobre las raíces de las americanas, que son resistentes a este insecto. Otra solución menos usual, es la plantación de las vides sobre suelos arenosos, de forma que los insectos no puedan construir túneles en la tierra que cubre las raíces de la planta, que es la parte verdaderamente vulnerable a la plaga.
La plaga de filoxera provocó el abandono de los campos de cultivo, lo que causaría graves riadas en toda la costa malagueña a principios de siglo.
En la actualidad, los vinos de Málaga, han alcanzado de nuevo el reconocimiento mundial, y hoy día constituyen la Denominación de Origen Málaga y Sierras de Málaga.